# Basilisc (emperador)
|  | Per a altres significats, vegeu «Basilisc». |

Flavi Basilisc August (llatí: Flavius Basiliscus Augustus; grec: Βασιλίσκος, mort el 476/477) fou emperador romà d'Orient durant els anys 475 i 476. Era membre de la Dinastia Lleònida i accedí al tron després que una revolta obligués l'emperador Zenó a abandonar Constantinoble.
Basilisc era germà d'Èlia Verina, muller de l'emperador Lleó I. La seva relació amb l'emperador li permeté emprendre una carrera militar que, malgrat començar amb bon peu, acabà el 468 amb la seva desastrosa invasió del Regne Vàndal a Àfrica, una de les operacions militars de major envergadura de l'antiguitat tardana.
Basilisc prengué el poder el 475, aprofitant el descontentament de la població amb Zenó, el successor «bàrbar» de Lleó, i un complot organitzat per Verina que obligà Zenó a fugir de Constantinoble. Tanmateix, durant el seu curt regnat, Basilisc perdé el suport de l'Església i el poble de Constantinoble en fomentar el miafisisme en contra de la fe calcedònia. A més a més, el seu intent de consolidar el seu poder mitjançant el nomenament de persones lleials a posicions clau li guanyà l'enemistat de moltes figures importants de la cort imperial, incloent-hi la seva germana. Així doncs, quan Zenó emprengué la seva campanya per recuperar l'imperi, es trobà amb molt poca oposició i pogué fer una entrada triomfal a Constantinoble. Poc després, Zenó feu executar Basilisc i la seva família.
El conflicte entre Basilisc i Zenó deixà l'Imperi Romà d'Orient amb molt poc marge per intervenir en la caiguda de l'Imperi Romà d'Occident a principis de setembre del 476. Quan el capitost dels hèruls, Odoacre, deposà l'emperador d'Occident, Ròmul Augústul, i envià les insígnies imperials a Constantinoble, Zenó tot just acabava de recuperar el tron i tan sols pogué nomenar Odoacre dux d'Itàlia, fet que marca la fi de facto de l'Imperi Romà d'Occident.

## Campanya contra Genseric
El 468 va ser comandant en cap de l'expedició contra Cartago, capital del rei vàndal Genseric, campanya militar que van fer conjuntament les forces de Lleó I (emperador d'Orient), Procopi Antemi (emperador d'Occident) i Marcel·lí, (governant d'Il·líria, autoproclamat independent). L'objectiu era castigar Genseric pel seu saqueig de Roma i per haver-se endut com a ostatges Eudòxia la vídua de l'emperador d'Occident, i les seves filles. Les forces del darrer van ocupar Sardenya mentre un exèrcit dirigit per Heracli d'Edessa desembarcava a la costa de Líbia, a l'est de Cartago, i avançava cap aquesta ciutat.

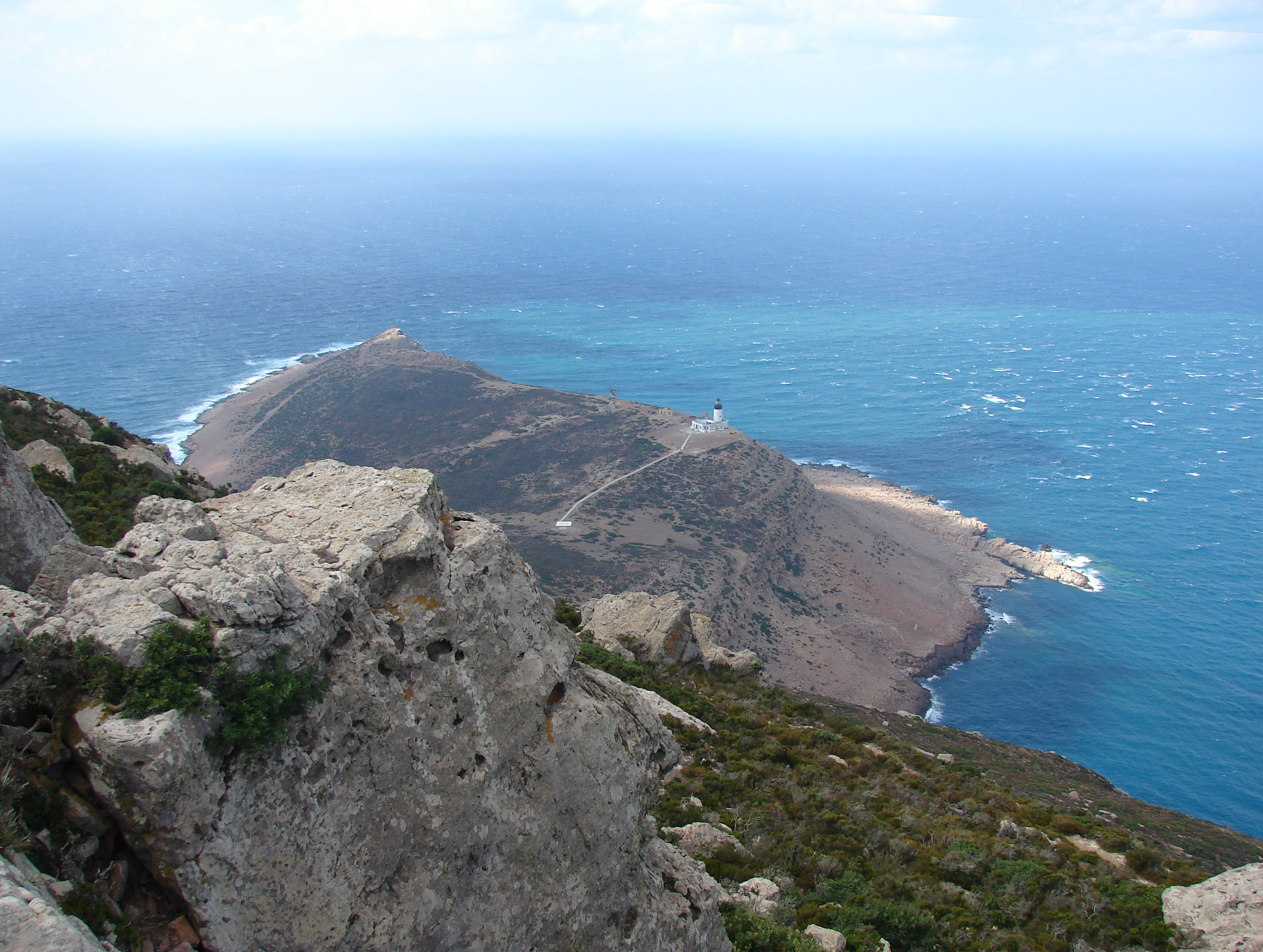
El Promontorium Mercurii, on Basilisc va caure en desgràcia per la derrota amb els vàndals.

Forces combinades navals es van trobar a Sicília. Alguns historiadors donen dades exagerades sobre la composició de la flota; Jordi Cedrè és l'historiador que podria estar més a prop de la realitat i diu que eren 1.130 vaixells amb 100 homes a cadascun. La flota conjunta, sota la direcció de Basilisc, va desembarcar al Promontorium Mercurii quan ja Sardenya i Líbia estaven sota control. Genseric va demanar la pau i cinc dies de treva per pactar les condicions. Mentre es negociava Genseric va reunir la seva flota d'amagat, va atacar els romans per sorpresa i va obtenir una victòria total. Basilisc va fugir i el seu lloctinent Joan (Joannes) va refusar la rendició i amb l'armadura de ferro es va tirar a la mar preferint ofegar-se. La meitat dels vaixells romans foren destruïts o capturats i l'altra meitat van poder fugir.
Quan va arribar a Constantinoble, Basilisc es va refugiar a Santa Sofia per escapar de la ira del poble, però després fou perdonat per l'emperador gràcies als bons oficis de la seva germana Verina i només fou desterrat a Heraclea de Tràcia.

## Regnat
Els anys 471 i 472, Lleó I el va cridar perquè col·laborés en la missió de desfer-se'n de la influència germànica a la seva cort i va ajudar en la mort del magister militum Aspar. L'assassinat d'Aspar va provocar una revolta a Tràcia encapçalada per l'ostrogot Teodoric Estrabó i a Basilisc se li va confiar aplacar la revolta, cosa que va fer amb l'ajut del seu nebot Armat. El 474 va rebre el rang de caput senatus.
El 474, a la mort de Lleó I el va succeir el seu net Lleó II, sota regència de Zenó. Basilisc i Verina van començar a conspirar: Verina va intentar col·locar en el tron al seu amant Patrici, però Basilisc, que encara tenia molta influència a l'exèrcit, es va imposar i es va proclamar emperador l'octubre o novembre del 475, usurpant el lloc a Zenó que havia estat proclamat emperador després de la mort prematura del seu fill Lleó II.La multitud culava a Zenó per haver permès que passés això i van aprofitar per matar a gairebé tots els isauris que habitaven a Constantinoble, ja que Zenó era d'Isàuria. Zenó va fugir amb el tresor imperial amb intenció de preparar un contraatac.
Basilisc va concedir el títol d'augusta a la seva esposa, Zenònia, i va nomenar "cèsar" al seu fill Marc, i ben aviat "august". Basilisc es va veure obligat a apujar els impostos, amb el consegüent disgust de la població; a més es va apropiar de diners de l'Església amb l'ajut del prefecte Epinic. Va afavorir l'heretgia dels eutiquians, tot i les decisions del Concili de Calcedònia.
Van haver disturbis seriosos a la ciutat de Constantinoble i un incendi van provocar la destrucció de part de la ciutat i de la biblioteca de Constantinoble amb uns 120.000 llibres.
La seva rapacitat i la manca d'unitat entre els seus partidaris va provocar la seva caiguda, accelerada per l'activitat de Zenó, de la seva dona l'emperadriu Ariadna, i d'altres. Va perdre el suport de la seva germana Verina quan va fer assassinar el magister officiorum, Patrici, que era l'amant de Verina. Teodoric Estrabó també el va abandonar perquè trobava injusta la preferència de Basilisc pel seu nebot Armatus, del qual es rumorejava que era estimat de la dona de Basilisc i al qual va donar el títol de magister militum, títol anteriorment tenia Teodoric Estabó.
El general Il·los, enviat per Basilisc contra Zenó, que ja havia reunit forces a Cilícia, es va passar al bàndol de Zenó i junts van marxar cap a Constantinoble. Basilisc fou sorprès a palau i detingut (juny o juliol del 476); va ser enviat com a presoner a Capadòcia amb la seva família (la dona i fills), probablement a la fortalesa de Cucusos on se'ls va deixar morir lentament de gana (hivern del 477 al 478), tancats en una cisterna buida.